# Frycowa
Frycowa ist eine Ortschaft mit einem Schulzenamt der Gemeinde Nawojowa im Powiat Nowosądecki der Woiwodschaft Kleinpolen in Polen.

## Geographie
Der Ort liegt in den Sandezer Beskiden, am Fluss Kamienica. Die Nachbarorte sind Nawojowa im Nordwesten, Popardowa im Norden, Maciejowa im Osten, Czaczów im Südosten, Homrzyska im Süden, sowie Bącza-Kunina im Südwesten.

## Geschichte
Der Ort wurde im Jahr 1379 als Friczoua erstmals urkundlich erwähnt. Der besitzanzeigende Name ist vom Personennamen Fryc(z) (eine Kurzform von Frydrych, deutsch Fritz bzw. Friedrich) abgeleitet. Der erste bekannte Schulz war ab 1379 bis 1389 Wawrzyniec, gleichzeitig ein Schöffe in Nowy Sącz.
Das Dorf gehörte zum Königreich Polen (ab 1569 in der Adelsrepublik Polen-Litauen), Woiwodschaft Krakau, Kreis Sącz. Ab 1391 gehörte es zum bischöflichen Land Muszyna, aber im Gegensatz zur späteren Mehrheit der Orte in diesem Land war es ethnisch polnisch und das Lemkenland begann bis zur Aktion Weichsel erst im weiter östlich gelegenen Czaczów und Maciejowa.
Nach der Ersten Teilung Polens kam Frycowa zum neuen Königreich Galizien und Lodomerien des habsburgischen Kaiserreichs (ab 1804). Nach der Aufhebung der Patrimonialherrschaften bildete es eine Gemeinde im Bezirk Nowy Sącz.
Nach dem Ende des Ersten Weltkriegs und dem Zusammenbruch der k.u.k. Monarchie kam Frycowa 1918 zu Polen. Nach der Besetzung Polens durch die Wehrmacht im Zweiten Weltkrieg gehörte es zum Distrikt Krakau im Generalgouvernement.
Von 1975 bis 1998 gehörte Frycowa zur Woiwodschaft Nowy Sącz.